# Джек-стрибунець (фільм)
«Джек-стрибунець» (англ. Jumpin' Jack Flash) — американська шпигунська комедія 1986 року режисера Пенні Маршалл з Вупі Голдберг у головній ролі.

## Короткий сюжет
Террі Дулітл (Вупі Голдберг), оператор комп'ютерного залу в банку у Мангеттені, отримує на свій комп'ютер повідомлення від невідомого, який називає себе «Джек-стрибунець», повідомляє, що він агент розвідки, і залишає Террі загадку. Розгадавши загадку, Террі дізнається пароль «Джека-стрибунця» і отримує зашифроване повідомлення, яке треба передати у британське консульство у відділ Сі. Террі виконує прохання Джека, зустрівшись у консульстві з Джеремі Телботом (Джон Вуд), який запевняє Террі, що такого відділу не існує.
При наступній розмові з Джеком Террі переповідає слова Телбота. Джек, стурбований таким фактом, прохає Террі сходити на його квартиру у Нью-Йорку, щоб забрати сковороду з контактами агентів ЦРУ, які мають йому допомогти. В цей же час у відділі банку з'являється новий співробітник Марті Філіппс (Стівен Коллінз).
По закінченню робочого дня у комп'ютерному залі з'являється технік, який хоче налаштувати комп'ютер Террі, але коли вона дзвонить, щоб підтвердити його повноваження, він зникає і з'являється вже у таксі під будинком Джека, щоб захопити Террі, але їй вдається оглушити його сковородою і втекти.
Зі списку агентів на сковороді Террі вдається зв'язатися з Марком Ван Метером, при зустрічі з яким на них вчиняють напад, в результаті якого Марка Ван Метера вбивають.
Террі намагається допомогти Джеку, підключившись до комп'ютера консульства, але Телбот деактивує зв'язок. Террі зустрічається з колишньою дівчиною Джека Сарою (Сара Ботсфорд), яка від свого чоловіка, генерального консула, передає новий контакт для Джека, але це виявляється пасткою Телбота. В критичний момент допомогу Террі надає Марті Філіппс, який насправді є агентом ЦРУ зі списку на сковороді.
Джеку вдається врятуватися, і у фіналі фільму він з'являється у комп'ютерному залі, де працює Террі.

## Ролі виконували
- Вупі Голдберг — Террі Дулітл
- Стівен Коллінз — Марті Філіппс
- Джон Вуд(інші мови) — Джеремі Телбот
- Енні Поттс — Ліз Карлсон
- Пітер Майкл Гец — містер Пейдж
- Сара Ботсфорд — Сара Біллінз
- Керол Кейн — Синтія
- Єрун Краббе — Марк Ван Метер
- Бенджі Грегорі — Гаррі Карлсон-молодший

## Закадрове озвучення
Українською мовою фільм озвучено студією «1+1» у 1999 році. Ролі озвучували: Анатолій Пашнін та Олена Узлюк.

## Критика
Фільм отримав змішані відгуки: Rotten Tomatoes дав оцінку 27 % на основі 22 відгуків від критиків і 58 % від більш ніж 25 000 глядачів.
Хоч фільм отримав низьку оцінку у критиків, в прокаті зібрав майже $ 30 млн.